# Список эпизодов телесериала «Детектив Нэш Бриджес»
Ниже представлен список эпизодов телесериала «Детектив Нэш Бриджес».

## Обзор сезонов
| Сезон | Сезон | Оригинальная дата показа | Оригинальная дата показа |
| Сезон | Сезон | Премьера сезона          | Финал сезона             |
| ----- | ----- | ------------------------ | ------------------------ |
|       | 1     | 29 марта 1996            | 17 мая 1996              |
|       | 2     | 13 сентября 1996         | 2 мая 1997               |
|       | 3     | 19 сентября 1997         | 15 мая 1998              |
|       | 4     | 25 сентября 1998         | 14 мая 1999              |
|       | 5     | 24 сентября 1999         | 19 мая 2000              |
|       | 6     | 6 октября 2000           | 4 мая 2001               |

## Эпизоды

### Первый сезон (1996)
| № общий | № в сезоне | Название                                   | Режиссёр     | Автор сценария             | Дата премьеры  | Произв. код | Зрители в США (млн) |
| --- | ---------- | ------------------------------------------ | ------------ | -------------------------- | -------------- | ----------- | ------------------- |
| 1 | 1          | «Начало» «Genesis»                         | Питер Уэрнер | Карлтон Кьюз               | 29 марта 1996  | 101         | 14.1                |
| Рик Беттина, Нэш Бриджес и его команда расследуют случай с украденными компьютерными чипами стоимостью в несколько миллионов долларов. Бывший партнёр Нэша, Джо Домингес, присоединяется к ним. Нэш и его вторая жена Келли разводятся. |            |                                            |              |                            |                |             |                     |
| 2 | 2          | «Налёт» «Home Invasion»                    | Такер Гейтс  | Рид Стейнер                | 30 марта 1996  | 102         | 14.7                |
| Банда грабит семью китайцев. Позже Нэш убивает в перестрелке одного из их членов. |            |                                            |              |                            |                |             |                     |
| 3 | 3          | «В погоне за Скиртом» «Skirt Chasers»      | Грег Биман   | Карлтон Кьюз               | 5 апреля 1996  | 103         | 14.4                |
| Нэш Бриджес и его напарник Харви Лик, по наводке бездомного осведомителя едут на место, где должна состояться сделка по продаже крупной партии наркотиков. Прибыв на место Нэш и Харви обнаруживают убитыми известных в городе наркоторговцев. Расследование приводит Нэша к предпринимателю из Детройта по имени Роско Скирт, который сначала предлагает Нэшу взятку, а затем угрожает. Джо Домингес начинает работать в транспортной полиции, чтобы набрать необходимый стаж для пенсии. |            |                                            |              |                            |                |             |                     |
| 4 | 4          | «Сильный удар» «High Impact»               | Грег Биман   | Майкл Норелл               | 12 апреля 1996 | 104         | 13.0                |
| Неизвестный террорист по прозвищу "Альфа" угрожает мэру Сан-Франциско, и взрывает бомбу. На время угрозы, мэр назначает Нэша начальником своей охраны. В отсутствие Нэша, расследование ведёт Рик Беттина, и идёт по ложному следу. Харви Лик по записи телефонного разговора вычисляет настоящего террориста, которым оказывается бывшая женщина-полицейский. |            |                                            |              |                            |                |             |                     |
| 5 | 5          | «В погоне за копьём» «The Javelin Catcher» | Колин Бакси  | Карлтон Кьюз               | 19 апреля 1996 | 105         | 12.4                |
| Детектив Нэш Бриджес прибывает на место происшествия, где в здании, неизвестным оружием была взорвана стена. В помощь Нэшу из военной части, направляют капитана Сандру Маккормик, которая рассказывает, что неизвестное оружие – это противотанковый ракетный комплекс «Копьё», украденный с военного склада. Поиски оружия также ведёт преступник Винсент Даймонд. «Копьё» обнаруживается у группы молодых людей, которые используют его для подрыва инкассаторской машины. Тем временем Эван и Харви, проводят на улице операцию по поимке преступников, которые нападают на проституток-трансвеститов. |            |                                            |              |                            |                |             |                     |
| 6 | 6          | «Исчезновение» «Vanishing Act»             | Кеннет Финк  | Майкл Норелл               | 26 апреля 1996 | 106         | 11.9                |
| Во время спецоперации по поимке русских гангстеров исчезает Харви Лик, а вместе с ним крупная сумма меченных денег. Нэш и Джо начинают его поиски, в ходе которых выясняется, что деньги тратит человек использующий образ Элвиса. Тем временем Лейтенант Эй Джей Шимамура и Эван Кортес, под видом японских гангстеров продолжают операцию по поимке русских. |            |                                            |              |                            |                |             |                     |
| 7 | 7          | «Алоха, Нэш» «Aloha, Nash»                 | Джим Манера  | Джед Зайдель               | 3 мая 1996     | 107         | 10.3                |
| Нэш давно не был в отпуске, и собирается отдохнуть с бывшей супругой на Гавайях. Перед отъездом он хочет закрыть дело, которое его отдел ведёт последние полгода. Во время операции Вольфганг Герцог, занимающийся незаконным игорным бизнесом и «отмыванием» денег, должен передать Нэшу книгу, содержащую список его клиентов и денежных сумм. Однако до её передачи Нэшу, любовник Герцога Хуан Карлос убивает его и похищает книгу. Нэшу нужно уезжать и расследование продолжает Рик Беттина убеждённый, что Герцога убил профессиональный киллер. До вылета на Гавайи есть время, и Нэш продолжает расследование. Параллельно с Нэшем поиск книги ведёт продажный агент ФБР Мартин Флауэрс. Нэш находит книгу у продюсера Уипа Тайрелла, которому Хуан хотел продать её и отдаёт её Беттине, однако Флауэрс обманом похищает её. Нэшу приходится всё начинать заново. |            |                                            |              |                            |                |             |                     |
| 8 | 8          | «Главный свидетель» «Key Witness»          | Роберт Гинти | Карлтон Кьюз и Рид Стейнер | 17 мая 1996    | 108         | 8.3                 |
| Бывшая жена Нэша становится свидетелем убийства. Клиент, у которого она обслуживала приём, убивает на её глазах молодую женщину. Однако прибывший не место преступления Нэш и криминалисты, не обнаруживают никаких следов, указывающих на преступление. Подозреваемого доктора Лайнуса Миллса отпускают за отсутствием доказательств. Нэш, на время расследования оставляет свою бывшую жену и дочь пожить у себя. Выясняется, что Лайнус Миллс профессиональный патологоанатом, убивает европейских женщин и использует их тела для транспортировки редких проводниковых схем. Джо Домингез становиться владельцем гей-клуба. |            |                                            |              |                            |                |             |                     |

### Второй сезон (1996—1997)
| № общий | № в сезоне | Название                                             | Режиссёр        | Автор сценария              | Дата премьеры    | Произв. код | Зрители в США (млн) |
| --- | ---------- | ---------------------------------------------------- | --------------- | --------------------------- | ---------------- | ----------- | ------------------- |
| 9 | 1          | «Внутренние дела» «Internal Affairs»                 | Грег Биман      | Брэд Керн                   | 13 сентября 1996 | 109         | TBA                 |
| 10 | 2          | «Пока смерть не разлучит нас» «Til Death Do Us Part» | Неизвестно      | Неизвестно                  | 20 сентября 1996 | 201         | 12.9                |
| Нэш и остальная часть ОСР убиты горем, когда узнают, что Джо, возможно, осталось жить только три дня, после того, как он подвергся воздействию опасного химиката. В это же время он и Нэш расследуют кражу наркотиков. |            |                                                      |                 |                             |                  |             |                     |
| 11 | 3          | «Великий побег» «The Great Escape»                   | Грег Биман      | Карлтон Кьюз и Майкл Норелл | 27 сентября 1996 | 110         | 12.0                |
| Когда два заключённых Сан-Квентина сбегают из шикарного тюремного автобуса, Нэш должен отследить их. К несчастью для Нэша, один из беглецов — парамилитарный активист, который хочет отомстить ему.                    |            |                                                      |                 |                             |                  |             |                     |
| 12 | 4          | «Конец банды» «Wrecking Crew»                        | Дэвид Джексон   | Карлтон Кьюз                | 4 октября 1996   | 111         | 14.4                |
| 13 | 5          | «Trackdown»                                          | Неизвестно      | Неизвестно                  | 11 октября 1996  | 112         | 12.2                |
| 14 | 6          | «The Brothers McMillan»                              | Неизвестно      | Неизвестно                  | 18 октября 1996  | 113         | 11.1                |
| 15 | 7          | «Ночной поезд» «Night Train»                         | Верн Джиллам    | Гей Уолш                    | 25 октября 1996  | 202         | 11.5                |
| Небольшая группа недовольных молодых людей останавливает поезд и берёт всех в заложники, включая Нэша, Джо, Харви и Еву. Кэссиди попадает в отделение реанимации.                                                      |            |                                                      |                 |                             |                  |             |                     |
| 16 | 8          | «Зодиак» «Zodiac»                                    | Такер Гейтс     | Рид Стейнер                 | 1 ноября 1996    | 203         | 11.0                |
| Пока Джо работает под прикрытием для поимки наркоторговца, Нэш идет по следам пресловутого серийного убийцы Зодиака, который не появлялся двадцать лет.                                                                |            |                                                      |                 |                             |                  |             |                     |
| 17 | 9          | «Добыча Лео» «Leo's Big Score»                       | Мелани Майрон   | Джед Сидэл                  | 8 ноября 1996    | 204         | 12.1                |
| Нэш пристал к 11—летнему правонарушителю, который является связующим звеном в борьбе с одним наркоторговцем, в то время как Джо вновь объединяется со своим сыном Джей Джеем.                                          |            |                                                      |                 |                             |                  |             |                     |
| 18 | 10         | «Hit Parade»                                         | Неизвестно      | Неизвестно                  | 22 ноября 1996   | 205         | 10.0                |
| 19 | 11         | «Promised Land»                                      | Неизвестно      | Неизвестно                  | 22 ноября 1996   | 206         | 11.8                |
| 20 | 12         | «25 Hours of Christmas»                              | Неизвестно      | Неизвестно                  | 13 декабря 1996  | 207         | 9.8                 |
| 30 | 22         | «Джокер» «Wild Card»                                 | Грег Биман      | Карлтон Кьюз и Джон Вирт    | 25 апреля 1997   | 217         | TBA                 |
| 31 | 23         | «Роды» «Deliverance»                                 | Альберт Маньоли | Рид Стейнер и Джед Сидэл    | 2 мая 1997       | 218         | 11.0                |

### Третий сезон (1997—1998)
| № общий | № в сезоне | Название                                                 | Режиссёр        | Автор сценария                                                                       | Дата премьеры    | Произв. код | Зрители в США (млн) |
| --- | ---------- | -------------------------------------------------------- | --------------- | ------------------------------------------------------------------------------------ | ---------------- | ----------- | ------------------- |
| 32 | 1          | «Найти потерянное» «Lost and Found»                      | Адам Нимой      | Карлтон Кьюз и Джон Вирт                                                             | 19 сентября 1997 | 301         | 12.2                |
| Нэш и остальная часть ОСР помогают специальному агенту Кацу вернуть грузовик с похищенным оружием из ФБР.                                                                                         |            |                                                          |                 |                                                                                      |                  |             |                     |
| 33 | 2          | «Расплата» «Payback»                                     | Джулиан Чожнеки | Джон Вирт                                                                            | 26 сентября 1997 | 502         | 12.7                |
| Эрл Доббс, преступник, отбывший срок в Сан-Квентине помогает Нэшу и Джо поймать своего бывшего сообщника.                                                                                         |            |                                                          |                 |                                                                                      |                  |             |                     |
| 34 | 3          | «Встряска» «Shake Rattle & Roll»                         | Джон Макферсон  | Карлтон Кьюз и Джон Вирт                                                             | 3 октября 1997   | 503         | 11.5                |
| Нэш и Джо выследили бывшего криминального босса, который убивает преступников в Сан-Франциско. Между тем Ингер должен покинуть город, оставив Нэша и Джо с ребёнком.                              |            |                                                          |                 |                                                                                      |                  |             |                     |
| 35 | 4          | «Над гнездом барракуды» «One Flew Over the 'Cuda's Nest» | Роберт Мандел   | Неизвестно                                                                           | 10 октября 1997  | 604         | 12.0                |
| 36 | 5          | «Затмение» «Blackout»                                    | Чак Боумен      | Рид Стейнер и Джед Сидэл                                                             | 17 октября 1997  | 505         | 11.2                |
| 37 | 6          | «Парашютист» «Ripcord»                                   | Крис Мисиано    | Неизвестно                                                                           | 24 октября 1997  | 506         | TBA                 |
| 38 | 7          | «Снайпер» «Sniper»                                       | Денни Гордон    | Шон Райан                                                                            | 31 октября 1997  | 607         | 12.1                |
| 39 | 8          | «Откровения» «Revelations»                               | Деран Сарафян   | Карлтон Кьюз и Джон Вирт                                                             | 7 ноября 1997    | 305         | 12.9                |
| 40 | 9          | «Срочный поиск» «Most Wanted»                            | Перри Лэнг      | Джед Сидэл                                                                           | 14 ноября 1997   | 609         | 12.0                |
| 41 | 10         | «Бомба» «Bombshell»                                      | Рик Уоллес      | Неизвестно                                                                           | 21 ноября 1997   | 610         | TBA                 |
| 42 | 11         | «Найденные деньги» «Found Money»                         | Джулиан Чожнеки | Шон Райан                                                                            | 5 декабря 1997   | 611         | 11.9                |
| 43 | 12         | «Грязные трюки» «Dirty Tricks»                           | Джон Кречмер    | Эндрю Деттманн и Дэниел Трули                                                        | 19 декабря 1997  | 612         | 11.3                |
| 44 | 13         | «Перекрёстный огонь» «Crossfire»                         | Роберт Мэндел   | Сюжет: Рон Расселл Телесценарий: Рид Стейнер и Джед Сидэл                            | 9 января 1998    | 613         | 13.3                |
| 45 | 14         | «В прямом эфире» «Live Shot»                             | Джулиан Чожнеки | Карлтон Кьюз и Джон Вирт                                                             | 16 января 1998   | 312         | 11.7                |
| 46 | 15         | «Вынужденный простой» «Downtime»                         | Мелани Майрон   | Карлтон Кьюз и Джон Вирт                                                             | 30 января 1998   | 313         | 11.1                |
| 47 | 16         | «Мелочи жизни» «Skin Deep»                               | Джим Чарлстон   | Рид Стейнер                                                                          | 27 февраля 1998  | 309         | 10.9                |
| 48 | 17         | «Патриоты» «Patriots»                                    | Деран Сарафян   | Шон Райан                                                                            | 6 марта 1998     | 314         | 10.7                |
| 49 | 18         | «Разбитые машины» «Cuda Gráce»                           | Неизвестно      | Неизвестно                                                                           | 3 апреля 1998    | 618         | 10.7                |
| 50 | 19         | «Убийца девушки по вызову» «Lady Killer»                 | Хесус Тревино   | Неизвестно                                                                           | 10 апреля 1998   | 315         | 11.3                |
| 51 | 20         | «Опасная зона» «Danger Zone»                             | Джулиан Чожнеки | Сюжет: Ким Костелло, Карлтон Кьюз и Джон Вирт Телесценарий: Карлтон Кьюз и Джон Вирт | 17 апреля 1998   | 316         | 11.3                |
| Нэш и его команда ОСР ищут источник смертельного VX—нервного газа до появления катастрофических последствий. К Джо обращается таинственная женщина, которая утверждает, что является его дочерью. |            |                                                          |                 |                                                                                      |                  |             |                     |
| 52 | 21         | «Срочная доставка» «Special Delivery»                    | Неизвестно      | Неизвестно                                                                           | 1 мая 1998       | 318         | 10.6                |
| Свояченица Нэша, Линетт, становится мишенью для членов банды китайских триад после того, как её друг использовал её для контрабанды поддельных печатных форм из Китая в США.                      |            |                                                          |                 |                                                                                      |                  |             |                     |
| 53 | 22         | «Решающий удар» «Touchdown»                              | Джеймс Чарлстон | Рид Стейнер и Джед Сидэл                                                             | 15 мая 1998      | 319         | 9.0                 |
| 54 | 23         | «Святые таинства» «Sacraments»                           | Деран Сарафян   | Карлтон Кьюз и Джон Вирт                                                             | 15 мая 1998      | 320         | 12.0                |
| Харви ранен рокерами; Стейси и Нэш встречают давно потерянную любовь Ника; Джо находит Эвана и Кэссиди в компрометирующей ситуации.                                                               |            |                                                          |                 |                                                                                      |                  |             |                     |

### Четвёртый сезон (1998—1999)
| № общий | № в сезоне | Название                            | Режиссёр        | Автор сценария           | Дата премьеры    | Произв. код | Зрители в США (млн) |
| --- | ---------- | ----------------------------------- | --------------- | ------------------------ | ---------------- | ----------- | ------------------- |
| 55 | 1          | «Падение» «High Fall»               | Джим Чарлстон   | Карлтон Кьюз и Джон Вирт | 25 сентября 1998 | 401         | TBA                 |
| Бухгалтер Нэша совершает самоубийство, потому что он потерял всех своих клиентов.                                                                                        |            |                                     |                 |                          |                  |             |                     |
| 56 | 2          | «Притворщики» «Imposters»           | Дэвид Карсон    | Рид Стейнер и Джед Сидэл | 2 октября 1998   | 402         | TBA                 |
| 57 | 3          | «Ночной визитёр» «Hot Prowler»      | Джулиан Чожнеки | Рид Стейнер и Джед Сидэл | 9 октября 1998   | 403         | TBA                 |
| 58 | 4          | «Изнурительная гонка» «Overdrive»   | Джим Чарлстон   | Шон Райан                | 16 октября 1998  | 404         | TBA                 |
| 36 | 5          | «Нэш в передряге» «Apocalypse Nash» | Грег Биман      | Карлтон Кьюз и Джон Вирт | 17 октября 1998  | 505         | TBA                 |
| 37 | 6          | «Ripcord»                           | Неизвестно      | Неизвестно               | 24 октября 1998  | 506         | TBA                 |
| 38 | 7          | «Sniper»                            | Неизвестно      | Неизвестно               | 31 октября 1998  | 607         | TBA                 |
| 39 | 8          | «Revelations»                       | Неизвестно      | Неизвестно               | 7 ноября 1998    | 305         | TBA                 |
| 40 | 9          | «Most Wanted»                       | Неизвестно      | Неизвестно               | 14 ноября 1997   | 609         | TBA                 |
| 41 | 10         | «Bombshell»                         | Неизвестно      | Неизвестно               | 21 ноября 1997   | 610         | TBA                 |
| 42 | 11         | «Found Money»                       | Неизвестно      | Неизвестно               | 5 декабря 1997   | 611         | TBA                 |
| 43 | 12         | «Dirty Tricks»                      | Неизвестно      | Неизвестно               | 19 декабря 1997  | 612         | TBA                 |
| 44 | 13         | «Crossfire»                         | Неизвестно      | Неизвестно               | 9 января 1998    | 613         | TBA                 |
| 68 | 14         | «Superstition»                      | Неизвестно      | Неизвестно               | 12 февраля 1999  | 414         | 12.24               |
| 69 | 15         | «Downtime»                          | Неизвестно      | Неизвестно               | 19 февраля 1999  | 313         | TBA                 |
| 70 | 16         | «Pump Action»                       | Неизвестно      | Неизвестно               | 26 февраля 1999  | 309         | 14.80               |
| 48 | 17         | «Patriots»                          | Неизвестно      | Неизвестно               | 6 марта 1998     | 314         | TBA                 |
| 49 | 18         | «Cuda Grace»                        | Неизвестно      | Неизвестно               | 3 апреля 1998    | 618         | TBA                 |
| 50 | 19         | «Lady Killer»                       | Неизвестно      | Неизвестно               | 10 апреля 1998   | 315         | TBA                 |
| 51 | 20         | «Danger Zone»                       | Неизвестно      | Неизвестно               | 17 апреля 1998   | 316         | TBA                 |
| 52 | 21         | «Special Delivery»                  | Неизвестно      | Неизвестно               | 30 апреля 1998   | 318         | TBA                 |
| 76 | 22         | «Crash and Burn»                    | Неизвестно      | Неизвестно               | 30 апреля 1999   | 422         | 11.37               |
| 77 | 23         | «Frisco Blues»                      | Неизвестно      | Неизвестно               | 7 мая 1999       | 423         | TBA                 |
| 78 | 24         | «Прощальный поцелуй» «Goodbye Kiss» | Пол Эбаскал     | Карлтон Кьюз и Джон Вирт | 14 мая 1999      | 424         | 12.45               |
| Нэш и команда вместе с Джейком Кейджем поймали трех беглых заключенных, чтобы спасти ОСР. Эван обманывает Кэссиди; Нэш и Кейтлин, окончательно завершают свои отношения. |            |                                     |                 |                          |                  |             |                     |

### Пятый сезон (1999—2000)
| № общий | № в сезоне | Название                                           | Режиссёр         | Автор сценария           | Дата премьеры    | Произв. код | Зрители в США (млн) |
| ------- | ---------- | -------------------------------------------------- | ---------------- | ------------------------ | ---------------- | ----------- | ------------------- |
| 79      | 1          | «Правда и её последствия» «Truth and Consequences» | Джим Чарлстон    | Карлтон Кьюз и Джон Вирт | 24 сентября 1999 | 501         | 8.7                 |
| 80      | 2          | «Выкуп» «Trade Off»                                | Пол Эбаскал      | Джед Сидэл и Рид Стейнер | 1 октября 1999   | 502         | TBA                 |
| 81      | 3          | «Бей и хватай» «Smash and Grab»                    | Роберт Мэндел    | Неизвестно               | 8 октября 1999   | 503         | TBA                 |
| 82      | 4          | «Девичьи проблемы» «Girl Trouble»                  | Джим Чарлстон    | Карлтон Кьюз и Джон Вирт | 15 октября 1999  | 504         | TBA                 |
| 83      | 5          | «Высшее общество» «High Society»                   | Скотт Бразил     | Рид Стейнер и Джед Сидэл | 22 октября 1999  | 505         | TBA                 |
| 84      | 6          | «Полёт мяча» «Curveball»                           | Пол Эбаскал      | Неизвестно               | 5 ноября 1999    | 506         | TBA                 |
| 107     | 7          | «Endgame»                                          | Неизвестно       | Неизвестно               | 17 ноября 2000   | 607         | TBA                 |
| 108     | 8          | «Blowout»                                          | Неизвестно       | Неизвестно               | 24 ноября 2000   | 608         | TBA                 |
| 109     | 9          | «The Messenger»                                    | Неизвестно       | Неизвестно               | 8 декабря 2000   | 609         | TBA                 |
| 110     | 10         | «Grave Robbers»                                    | Неизвестно       | Неизвестно               | 15 декабря 2000  | 610         | TBA                 |
| 111     | 11         | «Bear Trap»                                        | Неизвестно       | Неизвестно               | 16 декабря 2000  | 611         | TBA                 |
| 112     | 12         | «Slam Dunk»                                        | Неизвестно       | Неизвестно               | 6 января 2001    | 612         | TBA                 |
| 113     | 13         | «Recover Me»                                       | Неизвестно       | Неизвестно               | 13 января 2001   | 613         | TBA                 |
| 114     | 14         | «Something Borrowed»                               | Неизвестно       | Неизвестно               | 27 января 2001   | 614         | TBA                 |
| 115     | 15         | «Out Of Miami»                                     | Неизвестно       | Неизвестно               | 3 февраля 2001   | 615         | TBA                 |
| 116     | 16         | «The Partner»                                      | Неизвестно       | Неизвестно               | 10 февраля 2001  | 616         | TBA                 |
| 117     | 17         | «Blood Bots»                                       | Неизвестно       | Неизвестно               | 30 марта 2001    | 617         | TBA                 |
| 118     | 18         | «Ограбление» «Heist»                               | Стив Де Джарнатт | Рид Стейнер и Джед Сидэл | 31 марта 2000    | 618         | TBA                 |
| 97      | 19         | «Трудная клетка» «Hard Cell»                       | Джим Чарлстон    | Дебора Амелон            | 7 апреля 2000    | 519         | TBA                 |
| 98      | 20         | «Пропавший ключ» «Missing Key»                     | Роберт Мэндел    | Карлтон Кьюз и Джон Вирт | 28 апреля 2000   | 520         | TBA                 |
| 99      | 21         | «Джекпот: Часть 1» «Jackpot: Part 1»               | Грег Яйтанс      | Джед Сидэл и Рид Стейнер | 5 мая 2000       | 521         | TBA                 |
| 100     | 22         | «Джекпот: Часть 2» «Jackpot: Part 2»               | Джим Чарлстон    | Карлтон Кьюз и Джон Вирт | 19 мая 2000      | 522         | TBA                 |

### Шестой сезон (2000—2001)
| № общий | № в сезоне | Название                                          | Режиссёр             | Автор сценария                  | Дата премьеры   | Произв. код | Зрители в США (млн) |
| --- | ---------- | ------------------------------------------------- | -------------------- | ------------------------------- | --------------- | ----------- | ------------------- |
| 101 | 1          | «Тяжёлая дорога к истине» «Rock and a Hard Place» | Джим Чарлстон        | Рид Стейнер и Деймон Линделоф   | 6 октября 2000  | 601         | 14.2                |
| Старый враг Нэша выходит из тюрьмы. Новый партнер Харви, Энтвон Бэбкок, присоединяется к ОСР.                                                                          |            |                                                   |                      |                                 |                 |             |                     |
| 102 | 2          | «Jump Start»                                      | Дэвид Джексон        | Карлтон Кьюз и Джон Вирт        | 13 октября 2000 | 602         | 13.6                |
| 103 | 3          | «Lap Dance»                                       | Неизвестно           | Неизвестно                      | 20 октября 2000 | 603         | 11.1                |
| 104 | 4          | «Сухопутные пираты» «Land Pirates»                | Джим Чарлстон        | Карлтон Кьюз и Джон Вирт        | 27 октября 2000 | 604         | 11.8                |
| Нэш и ОСР останавливают банду грабителей, которые охотятся на богатых тусовщиков.                                                                                      |            |                                                   |                      |                                 |                 |             |                     |
| 105 | 5          | «Охота» «Manhunt»                                 | Дон Курт             | Ларри Барбер и Пол Барбер       | 3 ноября 2000   | 605         | 11.3                |
| Два наемника украли 300 кг. кокаина, изъятого УБН для торговца наркотиками Энрике Сандовала, но кокаин изначально принадлежит колумбийскому наркобарону Рамосу Катере. |            |                                                   |                      |                                 |                 |             |                     |
| 106 | 6          | «Двойные неприятности» «Double Trouble»           | Брэдфорд Мэй         | Рид Стейнер и Ким Бейер-Джонсон | 10 ноября 2000  | 606         | 12.2                |
| 107 | 7          | «Endgame»                                         | Неизвестно           | Неизвестно                      | 17 ноября 2000  | 607         | 11.4                |
| 108 | 8          | «Blowout»                                         | Неизвестно           | Неизвестно                      | 24 ноября 2000  | 608         | 12.2                |
| 109 | 9          | «The Messenger»                                   | Неизвестно           | Неизвестно                      | 8 декабря 2000  | 609         | 12.4                |
| 110 | 10         | «Grave Robbers»                                   | Неизвестно           | Неизвестно                      | 15 декабря 2000 | 610         | 10.7                |
| 111 | 11         | «Bear Trap»                                       | Неизвестно           | Неизвестно                      | 16 декабря 2000 | 611         | 12.1                |
| 112 | 12         | «Slam Dunk»                                       | Неизвестно           | Неизвестно                      | 6 января 2001   | 612         | 10.1                |
| 113 | 13         | «Recover Me»                                      | Неизвестно           | Неизвестно                      | 13 января 2001  | 613         | 11.16               |
| 114 | 14         | «Something Borrowed»                              | Неизвестно           | Неизвестно                      | 27 января 2001  | 614         | 11                  |
| 115 | 15         | «Out Of Miami»                                    | Неизвестно           | Неизвестно                      | 3 февраля 2001  | 615         | 10.7                |
| 116 | 16         | «The Partner»                                     | Неизвестно           | Неизвестно                      | 10 февраля 2001 | 616         | 8.8                 |
| 117 | 17         | «Blood Bots»                                      | Неизвестно           | Неизвестно                      | 30 марта 2001   | 617         | 9.3                 |
| 118 | 18         | «Quack Fever»                                     | Неизвестно           | Неизвестно                      | 6 апреля 2001   | 618         | TBA                 |
| 119 | 19         | «Kill Joy»                                        | Неизвестно           | Неизвестно                      | 13 апреля 2001  | 619         | 8.9                 |
| 120 | 20         | «Change Up»                                       | Неизвестно           | Неизвестно                      | 20 апреля 2001  | 620         | 8.9                 |
| 121 | 21         | «Cat Fight»                                       | Рикардо Мендес Матта | Рид Стейнер и Деймон Линделоф   | 27 апреля 2001  | 621         | 9.6                 |
| 122 | 22         | «Честная игра» «Fair Game»                        | Джим Чарлстон        | Карлтон Кьюз и Джон Вирт        | 4 мая 2001      | 622         | 9.1                 |
| В городе орудует серийный убийца, который поднимает пассажиров с такси, а затем убивает их;                                                                            |            |                                                   |                      |                                 |                 |             |                     |